# 馬君 (吉祥物)
馬君（日语： MAR-KUN */?）為日本職棒千葉羅德海洋的吉祥物。主題是一隻海鷗。

## 特徵
- 6歲，羅德隊主要吉祥物。
- 穿著制服（背後僅印有「MAR-KUN」字樣，無背號）。
- 「團隊減6趴（日语：チーム・マイナス6%）」（為因應全球暖化，響應日本政府的政策規劃）成員（744號）。
- 1992年登場，服裝經過數次變更，並成為羅德隊的標誌。
- 2012年3月1日起，有自己的獨立推特。[4]文章經常以「マーです」開頭。

## 外部連結
- 馬君的X（前Twitter）